# Championnats d'Europe de trampoline 1987
Navigation
Édition précédente Édition suivante
Les championnats d'Europe de trampoline 1987, dixième édition des championnats d'Europe de trampoline, ont eu lieu en 1987 à Braga, au Portugal.

## Podiums
| Épreuves                | Or                                                                                        | Argent                                                                             | Bronze                                                                     |
| ----------------------- | ----------------------------------------------------------------------------------------- | ---------------------------------------------------------------------------------- | -------------------------------------------------------------------------- |
| Hommes                  |                                                                                           |                                                                                    |                                                                            |
| Trampoline par équipes  | Union soviétique Igor Gelimbatovski Igor Bogatchev Sergei Nestreliai Dmitri Poljarusch    | Allemagne de l'Ouest Michael Kuhn Ralf Pelle Amadeus Regenbrecht Bernd Leichert    | Pologne Zdzislaw Pelka Eligiusz Skoczylas Waldemar Okoniewski              |
| Double Mini par équipes | Allemagne de l'Ouest Dieter Wozniak Thorsten Hartmann Christian Pöllath Steffen Eislöffel | Portugal Jorge Pereira Joao Ferreira Jorge Moreira Luís Nunes                      | Espagne José Miguel Hernández Jaime Castillejo Javier Sosa Santiago Gomez  |
| Tumbling par équipes    | France Pascal Éouzan Philippe Chapus Christophe Lambert Philippe Paulin                   | Pologne                                                                            | Portugal                                                                   |
| Trampoline              | Vadim Krasnochapka (URS)                                                                  | Igor Bogatchev (URS)                                                               | Sergei Nestreliai (URS)                                                    |
| Double Mini             | Jorge Pereira (POR)                                                                       | Dieter Wozniak (FRG)                                                               | Alistair Fogg (GBR) Thorsten Hartmann (FRG) José Miguel Hernández (ESP)    |
| Tumbling                | Pascal Éouzan (FRA)                                                                       | Philippe Chapus (FRA)                                                              | Zbigniew Bachor (POL)                                                      |
| Synchro                 | Union soviétique Vadim Krasnochapka Igor Bogatchev                                        | Union soviétique Igor Gelimbatovski Sergei Nestreliai                              | Pologne Eligiusz Skoczylas Zdzislaw Pelka                                  |
| Femmes                  |                                                                                           |                                                                                    |                                                                            |
| Trampoline par équipes  | Union soviétique Yelena Kolomeyets Tatiana Louchina Rusudan Khoperiya Elena Merkulova     | Royaume-Uni Andrea Holmes Sue Shotton Sachelle Halford Kyrstyan McDonald           | Allemagne de l'Ouest Hiltrud Roewe Gabi Bahr Ute Oder Susanne Rheinschmidt |
| Double Mini par équipes | Allemagne de l'Ouest Bettina Lehmann Gabi Dreier Heike Holthoff Ivonne Kraft              | Belgique Sophie van der Plassche Veronique De Backer Saskia Demeyer Sylvie Moykens | Portugal Ana Rita Vilas Boas Rita Matos Amelia Carneiro Maria Baptista     |
| Tumbling par équipes    | France Isabelle Jagueux Muriel Boudsocq Corinne Robert Katia Legentil                     | Portugal                                                                           |                                                                            |
| Trampoline              | Yelena Kolomeyets (URS)                                                                   | Tatiana Louchina (URS)                                                             | Rusudan Khoperiya (URS)                                                    |
| Double Mini             | Bettina Lehmann (FRG)                                                                     | Gabi Dreier (FRG)                                                                  | Ana Rita Vilas Boas (POR)                                                  |
| Tumbling                | Isabelle Jagueux (FRA)                                                                    | Dorota Poplawska (POL)                                                             | Muriel Boudsocq (FRA)                                                      |
| Synchro                 | Union soviétique Elena Merkulova Tatiana Louchina                                         | Union soviétique Yelena Kolomeyets Rusudan Khoperiya                               | Royaume-Uni Andrea Holmes Sascha Halford                                   |